# Euspira
Euspira là một chi ốc biển kích thước trung bình-nhỏ, là động vật thân mềm chân bụng sống ở biển trong họ Naticidae, họ ốc mặt trăng.

## Các loài
Các loài thuộc chi Euspira bao gồm: 
- Euspira catena
- Euspira lewisii
- Euspira pulchella (đồng nghĩa Euspira nitida)